# Merulaxis
A Merulaxis a madarak osztályának verébalakúak (Passeriformes) rendjébe és a fedettcsőrűfélék (Rhinocryptidae) családjába tartozó nem.

## Rendszerezésük
A nemet René Primevère Lesson francia orvos és tudós írta le 1831-ben, az alábbi 2 faj tartozik ide:
- rigó-fedettcsőrű (Merulaxis ater)
- bahiai sörtéstapakúló (Merulaxis stresemanni)

## Előfordulásuk
Brazília délkeleti részén honosak. Természetes élőhelyeik a szubtrópusi és trópusi erdők.

## Megjelenése
Testhosszuk 19-20 centiméter közötti.